# Rémségek könyve 2. – A végső vágás
A Rémségek könyve 2. – A végső vágás (eredeti cím: Urban Legends: Final Cut) egy 2000-ben bemutatott amerikai-kanadai horrorfilm John Ottman rendezésében. A produkció főszerepében Jennifer Morrison és Matt Davis.
A film premierjét 2000. szeptember 19-én mutatták be az Egyesült Államokban. Magyarországon 2001. április 19-től vetítették a mozikban. A produkciót Szaturnusz-díjra jelölték legjobb horrorfilm kategóriában a 27. Szaturnusz-gálán.
A film az 1998-ban bemutatott Rémségek könyve folytatása. 2005-ben harmadik része is készült tévéfilmként a Rémségek könyve 3. – Véres kor címmel. Habár a kritikusok lehúzták a produkciót, a Rémségek könyve 2. kasszasiker volt.

## Cselekmény
Amy Mayfield, az Alpine University hallgatója, bizonytalan a diplomafilmjét illetően. Miután Reese Wilson biztonsági őrrel elbeszélget egy gyilkosságsorozatról, ami korábbi munkahelyén történt, a lányt arra inspirálja, hogy filmet készítsen egy sorozatgyilkosról, aki a városi legendák mintájára gyilkol. 
Eközben a diáktársa, Lisa egy bárban iszogat az osztálytársával, Travisszel a repülőútja előtt. Lisát elkábítják, és egy jéggel teli fürdőkádban ébred. A nő veséjét eltávolították, mikor pedig menekülőre fogja az ablakon át, lefejezik.
Amy filmjének operatőre, Toby, cserbenhagyja, mert azzal vádolja, hogy ellopta az ötletét, ezért Simon váltja le a helyét. Sandra, Amy egyik színésze, az üres stúdióban felejt valamit, és megölik egy borotvával. A társai szemtanúi lesznek a filmre vett halálának, amikor az anyagot becsempészik a jelenet felvételeinek egyik sorozatába. Sandra halála észrevétlen marad, mivel egy meghallgatásra kellett volna elmennie.
Később Travis öngyilkosságot követ el az egyetem egyik tornyában. A temetésén Graham, egy hollywoodi rendező fia felajánlja Amynek, hogy segít neki a filmjében. A lány visszautasítja, de fény derül apja foglalkozására, aki dokumentumfilmes volt. A temetés után Amy találkozik Travis ikertestvérével, Trevorral, aki elmondja neki, hogy szerinte a bátyját meggyilkolták. Simont agyonverik, miközben Amy a sikolyok hanghurokját szerkeszti a filmhez, véletlenül rögzíti a halálának hangfelvételét is. Miközben átnézi a loopokat, Amyt megtámadja a gyilkos, aki vívómaszkot ölt magára. A lányt az egyetemen keresztül üldözik, de sikerül elmenekülnie.
A másodéves Stant és Dirket megtámadják, és áramütés éri őket a forgatás előkészítése közben. Amy felfedezi a holttesteket, és ismét szembekerül a gyilkossal. Megszökik, és értesíti a rendőrséget, akik a halálesetet véletlen áramütésnek tulajdonítják. Amyt Trevor vigasztalja, és később Amy rémálmot lát, amint a férfi leszúrja őt. Mikor felébred fényt vesz észre a harangtoronyban. Úgy dönt, hogy utánajár, és egy barátnőjét, Vanessát találja ott. A két nőt a gyilkos csalta oda egy hamis üzenettel. 
A két nő menekülni kezd, Amy pedig segítséget hív. A gyilkosnak sikerül bezárnia egy szekrénybe, ahol Simon és Sandra holtteste is van. Amy kiszabadítja magát, és megtalálja Vanessát egy harangra fellógatva. Trevor rájön, hogy a gyilkos a testvére diplomafilmjének stábját állítja félre az útból. Amy és Trevor értesítik Solomon professzort, és Tobyra gyanakszanak, aki az egyedüli élő személy a stábból. A szembesítés során azonban rájönnek, hogy Toby nevét a filmhez hamisították, és sosem dolgozott rajta.
Solomon professzor felfedi magát, mint gyilkos, aki Travis filmjét akarta a sajátjaként feltüntetni, hogy megnyerje a pénzjutalommal járó ösztöndíjat. A gyilkosságokat Amyre akarta kenni. A zűrzavarban Amy megtalálja Solomon professzor fegyverét, és hasba lövi. Később az immár kerekesszékkel közlekedő Solomon egy elmegyógyintézetben van, ahol miután megnézte Amy elkészült filmjét, egy ápoló megkérdezi tőle, hogy tetszett-e neki a film. Az ápolónő - Brenda Bates, az eredeti filmből - kocsival tolja ki, és elmondja neki, hogy sok közös van bennük.

## Szereplők
| Szerep                      | Színész            | Magyar hangja    |
| --------------------------- | ------------------ | ---------------- |
| Amy Mayfield                | Jennifer Morrison  | Gubás Gabi       |
| Travis Stark / Trevor Stark | Matt Davis         | Takátsy Péter    |
| Solomon professzor          | Hart Bochner       | Kautzky Armand   |
| Reese Wilson                | Loretta Devine     | Kocsis Mariann   |
| Graham Manning              | Joey Lawrence      | Bartucz Attila   |
| Toby Belcher                | Anson Mount        | Csőre Gábor      |
| Vanessa Valdeon             | Eva Mendes         | Bognár Gyöngyvér |
| Stan Washington             | Anthony Anderson   | Minárovits Péter |
| Sandra Petruzzi             | Jessica Cauffiel   | n.a              |
| Dirk Reynolds               | Michael Bacall     | Simonyi Balázs   |
| Schorm "Simon" Jabuschko    | Marco Hofschneider | Fekete Ernő      |

## Fogadtatás
A film a kritikusok szerint gyengére sikerült. A Rotten Tomatoeson 10%-os minősítést ért el 86 értékelés alapján, az összefoglaló szerint: „Ez a tinihorrorfilm semmi újat nem hoz egy már kimerült műfajba. És rossz. Nagyon rossz.” Lisa Alspector a Chicago Readertől azt írta: „Ez a horror- és feszültségkeltő jármű, amely értelmetlenül belekontárkodik a reflexivitásba, nem sokat kezd az áltudományos karaktereivel.” Geoff Andrew a Time Outtól azt írta: „A horrorfilm folytatása egy irányíthatatlanná vált utasszállító repülőgéppel kezdődik, majd a szellemi nullpontra zuhan.”
A Metacritic 16 pontot adott a 100-ból 25 értékelés alapján. Roger Ebert szerint „a műfaj (szűkös) lehetőségeihez képest egészen megfelelő produkcióval és alakításokkal rendelkezik.” Jay Carr a Boston Globe-tól azt írta: „Szörnyű, de éppen elég gyakran elég okos ahhoz, hogy időnként nézhető legyen.”
A Box Office Mojo szerint a film nyereséges volt. A 14 millió dolláros költségvetésre 38 millió dolláros bevétel érkezett be.

## Fontosabb díjak és jelölések
- 27. Szaturnusz-gála: Szaturnusz-díj a legjobb horrorfilmnek (jelölés)